# GhostBSD
GhostBSD är ett operativsystem som bygger på FreeBSD. Likt övriga BSD-derivativer är operativsystemet gratis, och förankrat med öppen källkod. Arbetet med GhostBSD började år 2010 av utvecklarna Eric Turgeon och Nahuel Sanchez.